# 悉尼奥林匹克公园网球中心
33°51′18″S 151°4′20″E / 33.85500°S 151.07222°E
悉尼奥林匹克公园网球中心（Sydney Olympic Park Tennis Centre，原NSW網球中心）是一座位於新南威爾斯州悉尼附近帕拉玛塔市的网球和多功能运动设施，在悉尼奥林匹克公园内。2000年夏季奧林匹克運動會網球比賽和残奥会轮椅网球於此舉行。该场馆从2000年到2019年举办了悉尼国际赛，自2020年到2022年举办了ATP杯，2023年开始也是联合杯网球赛的比赛场馆之一。中心的主体育场是肯·罗斯沃尔球场（Ken Rosewall Arena），可容纳10500个座位，能够举办包括网球和篮网球在内的多种运动。

## 实施
2008年12月，中心球场改名为肯·罗斯沃尔球场，以纪念出生于悉尼的网球运动员、多次大满贯得主肯·罗斯沃尔。这个体育场能容纳10,500人，网球中心内还有两个表演球场，分别可容纳4000名观众和2000名观众。此外，还有十个比赛场和六个练习场。

## 翻新
2019年1月，新南威尔士州政府宣布斥资5050万美元对悉尼奥林匹克公园网球中心进行升级，以在2020年开始，在该场地举行的ATP杯男子团体网球赛之前改善运动员和观众设施。场馆最大的变化是在肯·罗斯沃尔球场上建造了一个巨大的永久性屋顶，无论天气状况如何比赛都可以持续进行。此外，肯·罗斯沃尔球场的地板上还增加了硬木台面，使该场地能够举办诸如篮网球等体育项目。
这座球场被选为2020年至2022年前三届ATP杯决赛的举办地。2023年后举办联合杯男女混合网球团体赛。
超级篮网球俱乐部新南威尔士雨燕队和巨人篮网球队将在2020赛季之前把所有的主场比赛都搬到肯·罗斯沃尔球场。然而，就在2020赛季开始前三天，昆士兰州州长白乐琪（Annastacia Palaszczuk）宣布，该州和新南威尔士州之间的边界将被关闭，迫使雨燕队和巨人队离开该州，进入昆士兰州的一个体育中心，两家俱乐部在2020年都没有在该场馆进行过一场主场比赛。

## 圖片

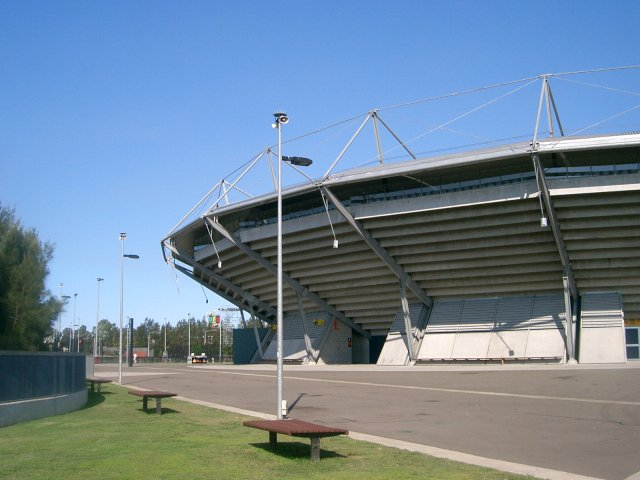
外觀
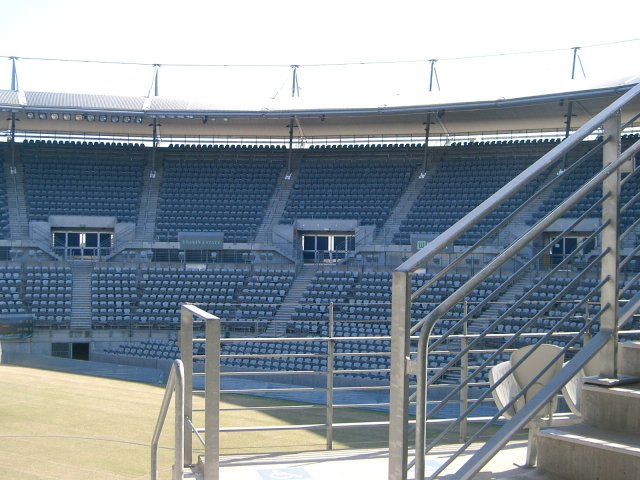
內部
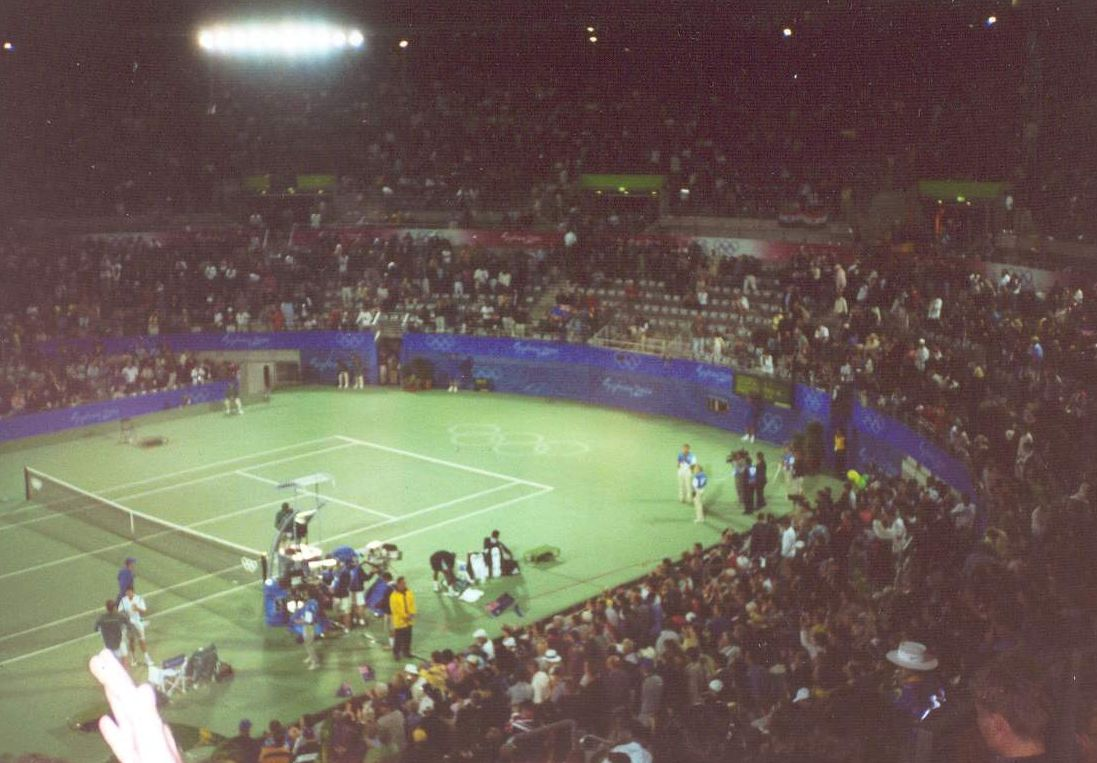
2000年夏季奧林匹克運動會

## 外部連結
- 官方網站（页面存档备份，存于）

1. ↑  .   [2022-11-29]. （原始内容存档于2019-04-13）.
2. ↑  . Austadiums.com.   [2022-11-29]. （原始内容存档于2020-05-29）.
3. ↑  . BVN Architecture.   [2022-11-29]. （原始内容存档于2022-01-29）. The Sydney Olympic Park Tennis Centre was the tennis venue for the 2000 Olympics Games and is the headquarters of Tennis NSW. The Centre comprises 16 courts which include 10 match courts and six practice courts. The match courts include the centre court stadium and two show courts. The centre court holds 10,300 spectators and offers 70 percent roof coverage. The show courts accommodate 4000 and 2000 spectators respectively.
4. ↑  . Tennis Australia. 4 January 2019  [2022-11-29]. （原始内容存档于2022-11-29）.
5. ↑  . www.sopa.nsw.gov.au.   [2019-05-14]. （原始内容存档于2022-11-29） （英语）.
6. ↑  . The Sydney Morning Herald. 4 January 2019  [2022-11-29]. （原始内容存档于2022-11-29）.
7. ↑  . ATP Tour. 7 January 2019  [2022-11-29]. （原始内容存档于2019-01-07）.
8. ↑  . BBC Sport. 7 January 2019  [2022-11-29]. （原始内容存档于2021-10-19）.
9. ↑  . Austadiums. 30 December 2019.
10. ↑  . The Sydney Morning Herald. 14 November 2019  [2022-11-29]. （原始内容存档于2023-03-27）.
11. ↑  . NSW Swifts. 29 July 2020  [21 October 2020]. （原始内容存档于2023-03-28）.